# À-vuespel
À-vuespel is de uit het Frans afkomstige benaming voor het spelen van muziek direct van het blad, zonder het tevoren gezien of geoefend te hebben. Ook wordt de term a prima vista (Italiaans: op het eerste gezicht) gebruikt. De Engelstalige vertaling is: play at sight.
 Wordt à-vuespel verlangd, dan krijgt een musicus een muziekstuk voor het eerst te zien en moet hij of zij het meteen zo goed mogelijk spelen, d.w.z. foutloos en met de juiste muzikale interpretatie.
In een iets afwijkende betekenis wordt in het Nederlands ook de term zichtlezen (Engels: sight-reading) gebruikt; hierbij behoeft niet direct van blad te worden gespeeld, maar kan een partituur door een musicus die tot zichtlezen  in staat is, worden bekeken en worden beoordeeld door die in gedachten te spelen, of die te neuriën.
À-vuespel moet niet worden verward met van blad spelen, waarbij de musicus de bladmuziek al eerder heeft gezien en het muziekstuk reeds ingestudeerd heeft.

## Geschiedenis
Sinds het begin van de muzieknotatie ging het snel kunnen reproduceren van een muziekstuk hand in hand met de vaardigheid van blad te spelen. De genoteerde muziek was bedoeld als 'geheugensteuntje' voor reeds bekende muziek, zo ontstonden bijvoorbeeld de koorboeken uit de Renaissance, die bij het uitvoeren van koor- en kerkmuziek werden gebruikt.
Naarmate muziek complexer werd, werd enerzijds de noodzaak tot precieze notatie, maar anderzijds tevens de complexiteit van die notatie navenant groter, waardoor de genoteerde muziek steeds moeilijker snel 'decodeerbaar' werd. Het snel kunnen reproduceren van de genoteerde muziek werd daardoor tevens steeds lastiger.
Om echter toch een bruikbare praktische uitvoering te kunnen geven, werden musici getraind in spelen van blad.

## Problemen
De problemen van à-vuespel zijn de volgende:
- De musicus moet in één oogopslag de gehele partij overzien, qua ritmiek, de melodiek, de dynamiek, het harmonisch verloop, toonhoogten, de agogiek, tempo enz.
- Als hij een begeleidingspartij speelt zal hij tevens oog moeten hebben voor de solostem van het andere instrument, en in moeten schatten hoe de balans is, en zijn functie ten opzichte van die solostem.
- Bij gezongen muziek zoals liederen of aria's dient hij tevens oog te hebben voor de tekst: de taal, de functie van de tekst, tekstplaatsing op de melodie, en de betekenis welke mogelijk achter de tekst kan zitten.
- Daarbij moet hij het notenbeeld in één keer zo compleet mogelijk trachten te vertalen naar klank.
- Maar tegelijk moet hij trachten een valide muzikale interpretatie te geven van wat hij ziet.
- Daarnaast moet hij inzicht hebben in technische moeilijkheden, zoals vingerzettingen, maatwisselingen, voortekenwisselingen, tempoaanduidingen, en andere muzikale aanwijzingen.
- Hij zal tevens een goed 'voorspellend' vermogen moeten ontwikkelen om te voorzien wat er op bepaalde muzikale wendingen volgt, zodat hij door kan spelen.
- Hij zal goed moeten kunnen inschatten wat hoofd- en wat bijzaken zijn.

## Toepassing
De toepassingen van de vaardigheid van het van blad kunnen spelen zijn legio. Zo zal een dirigent even snel een nieuw werk willen kunnen schetsen in zijn studeerkamer, of een orkestmusicus zal even snel zijn partijen willen kunnen instuderen.
À-vuespel wordt ook gebruikt op muziekexamens, om de vaardigheden van de musicus te testen. Meestal krijgt de kandidaat de partij enige tijd tevoren in handen. Hij mag die lezen en bestuderen. Hij mag zijn instrument echter pas aanraken op het moment van de proef.
Het à-vuespel wordt waarschijnlijk het veelvuldigst toegepast door correpetitoren, die snel een partij moeten kunnen vertolken. Sommige correpetitoren hebben in een week tijd zo veel verschillende stukken te spelen dat ze domweg praktisch gezien niet alles kunnen bestuderen.
Op muziekscholen kan het "a prima vista" als examenonderdeel worden aangereikt.

## Oplossingen voor problemen tijdens van blad spelen
Oplossingen die bij à-vuespel vaak worden toegepast zijn:
- Weglaten van minder belangrijke, secundaire noten, vooral bij het spelen van orkestuittreksels.
- Weglaten van gecompliceerde ritmiek
- Weglaten van vulstemmen of octaveringen
- Extrapoleren van wat komen gaat, op de gok spelen.

## Onderricht
Het à-vuespel wordt op conservatoria steeds meer getraind, omdat het in de beroepspraktijk zeer vaak van pas komt. Er bestaan ook speciale cursussen en methodes om de vaardigheden van het à-vuespel te trainen.
Een aspect dat met à-vuespel te maken heeft is improvisatie: door improvisatie kan het gemak vergroot worden waarmee een musicus akkoordprogressies overziet, of een melodisch verloop kan 'voorspellen', en handigheid verwerft. De training van à-vuespel gaat dan ook doorgaans samen met lessen in improvisatie en praktische harmonie aan de piano.

## Nadelen
In de praktijk zal à-vuespel niet altijd een gedegen uitvoering kunnen vervangen, daar het ontwikkelen van een diep gevoelde interpretatie meer studie vergt dan even snel een partituur spelen. Vaak levert derhalve à-vuespel een schetsmatige uitvoering op.
Van blad spelen draagt ook het gevaar van muzikale slordigheid, nonchalance en het maken van soms storende fouten in zich. Een musicus die van blad speelt dient zich dus goed bewust te zijn van wat hij doet.

## Trivia
- Van Horowitz is bekend dat hij een compleet pianoconcert van Mozart kon instuderen tijdens een vliegreis op weg naar een concert. Horowitz was meester in à-vuespel.
- Glenn Gould had zo'n hekel aan Mozart dat hij diverse pianowerken à-vue heeft ingespeeld voor grammofoonopnamen, omdat hij geen zin had de muziek te bestuderen.